# Преддвор
Преддвор (словен. Preddvor) је градић и управно средиште истоимене општине Преддвор, која припада Горењској регији у Републици Словенији.
По попису становништва из 2011. године, насеље Преддвор имало је 837 становника.